# Friendship (Indiana)

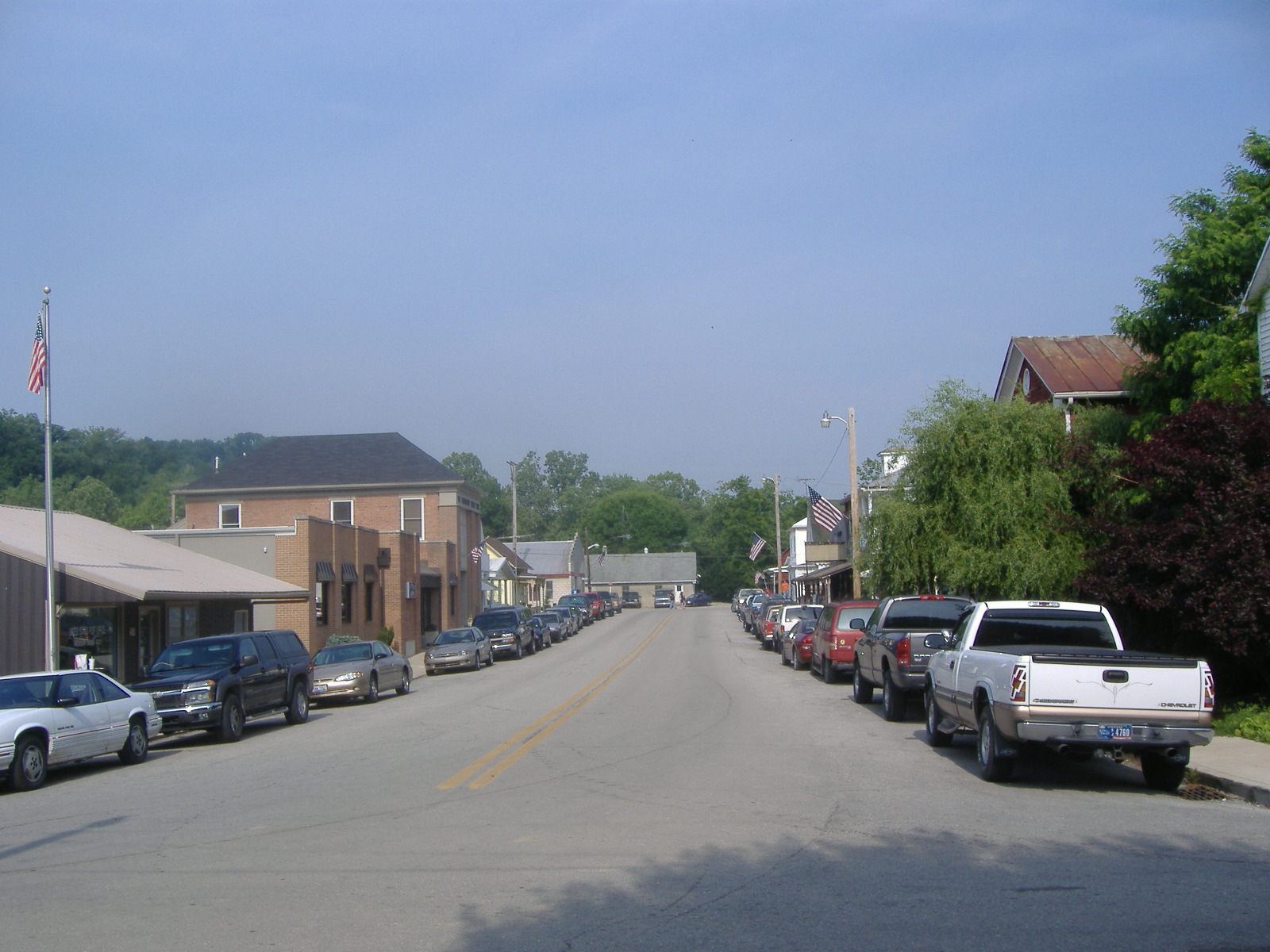
Vista do centro da cidade de Friendship, Indiana.

Friendship é uma comunidade não incorporada (vila) em um vale panorâmico na State Road 62, (Chief White Eye Trail) Brown Township, Condado de Ripley, no estado de Indiana nos Estados Unidos.